# Remi Adefarasin
Remi Adefarasin (* 2. Februar 1948 in London, England) ist ein britischer Kameramann.

## Leben
Remi Adefarasin wurde als Sohn eines afrikanischen Vaters und einer englischen Mutter in London geboren. Seine Großmutter mütterlicherseits brachte ihm das Fotografieren bei, sodass er sich für ein Studium der Fotografie und Film an der „Harrow Art School“ bewerben konnte. Er war einer der wenigen, der eine Stelle als Assistent bei den legendären Ealing Studios der BBC bekam. Nachdem er 1968 erstmals in der Fernsehserie The Borderers als Kameraassistent gearbeitet hatte, war es 1980 die Fernsehserie The British Greats, bei der er in fünf Episoden eigenverantwortlich die Kamera führte. Ab Ende der 1980er Jahre arbeitete Adefarasin vermehrt als Kameramann für Spiel- und Kinofilme, wie unter anderem Wie verrückt und aus tiefstem Herzen, Die Freibeuterinnen und Lautlose Schreie. Mit seiner Kameraarbeit an Elizabeth hatte er seinen bisher größten Erfolg seiner Karriere, so wurde er nicht nur mit einem British Academy Film Award für die Beste Kamera ausgezeichnet, er erhielt auch eine Oscarnominierung für die Beste Kamera.

## Filmografie
- 1968: The Borderers (Fernsehserie, Kameraassistenz)
- 1969: The Wednesday Play (Fernsehserie, 1 Episode, Kameraassistenz)
- 1980: The British Greats (Fernsehserie, 5 Episoden)
- 1983: The Case of the Frightened Lady
- 1991: Wie verrückt und aus tiefstem Herzen (Truly Madly Deeply)
- 1993: Wunderbare Augenblicke der Luftfahrt (Great Moments in Aviation)
- 1994: Captives – Gefangen (Captives)
- 1995: Die Freibeuterinnen (The Buccaneers)
- 1996: Emma
- 1996: Lautlose Schreie (Hollow Reed)
- 1998: Die menschliche Bombe (Human Bomb)
- 1998: Elizabeth
- 1998: Sie liebt ihn – sie liebt ihn nicht (Sliding Doors)
- 1999: Onegin – Eine Liebe in St. Petersburg (Onegin)
- 2000: Arabian Nights – Abenteuer aus 1001 Nacht (Arabian Nights)
- 2000: Haus Bellomont (The House of Mirth)
- 2002: About a Boy oder: Der Tag der toten Ente (About a Boy)
- 2002: Wer tötete Victor Fox? (Unconditional Love)
- 2003: Die Geistervilla (The Haunted Mansion)
- 2003: Johnny English – Der Spion, der es versiebte (Johnny English)
- 2004: Reine Chefsache (In Good Company)
- 2005: Match Point
- 2006: Amazing Grace
- 2006: Scoop – Der Knüller (Scoop)
- 2007: Die Gebrüder Weihnachtsmann (Fred Claus)
- 2007: Elizabeth – Das goldene Königreich (Elizabeth: The Golden Age)
- 2010: The Pacific (Miniserie, 6 Episoden)
- 2010: Meine Frau, unsere Kinder und ich (Little Fockers)
- 2012: The Cold Light of Day
- 2015: Molly Moon (Molly Moon and the Incredible Book of Hypnotism)
- 2016: Stolz und Vorurteil und Zombies (Pride and Prejudice and Zombies)
- 2016: Ein ganzes halbes Jahr (Me Before You)
- 2016: David Brent: Life on the Road
- 2018: Juliet, Naked
- 2018: Where Hands Touch
- 2019: Fighting with My Family
- 2019: The Last Vermeer
- 2020: Jingle Jangle Journey: Abenteuerliche Weihnachten! (Jingle Jangle: A Christmas Journey)
- 2021: Locked Down
- 2022: What’s Love Got to Do with It?
- 2025: My Oxford Year

## Auszeichnungen
- 2011: Officer of the Order of the British Empire[3]

Oscar
- 1999: Nominierung für die Beste Kamera von Elizabeth

British Academy Film Award
- 1998: Auszeichnung für die Beste Kamera von Elizabeth

Chlotrudis Awards
- 1999: Nominierung für das Beste visuelle Design von Elizabeth

Camerimage
- 1999: Goldener Frosch – Elizabeth